# 皮利比特縣
皮利比特縣是印度的一個縣，位於該國北部，由北方邦負責管轄，面積3,504平方公里，海拔高度172米，每年平均降雨量780毫米，2011年人口2,037,225，人口密度每平方公里581人。

## 外部連結
- 官方网站

28°33′N 80°06′E / 28.550°N 80.100°E